# Уеркаль-де-Альмерія
Уеркаль-де-Альмерія (ісп. Huércal de Almería) — муніципалітет в Іспанії, у складі автономної спільноти Андалусія, у провінції Альмерія. Населення — 15 628 осіб (2010).
Муніципалітет розташований на відстані близько 410 км на південь від Мадрида, 5 км на північний схід від Альмерії.
На території муніципалітету розташовані такі населені пункти: (дані про населення за 2010 рік)
- Уеркаль-де-Альмерія: 6663 особи
- Кальєхонес-Сан-Сільвестре: 16 осіб
- Ель-Кармен: 456 осіб
- Ла-Фуенсанта - Вілья-Інес: 6151 особа
- Ла-Глорія: 2342 особи

## Демографія
Динаміка населення (INE ):

## Галерея зображень

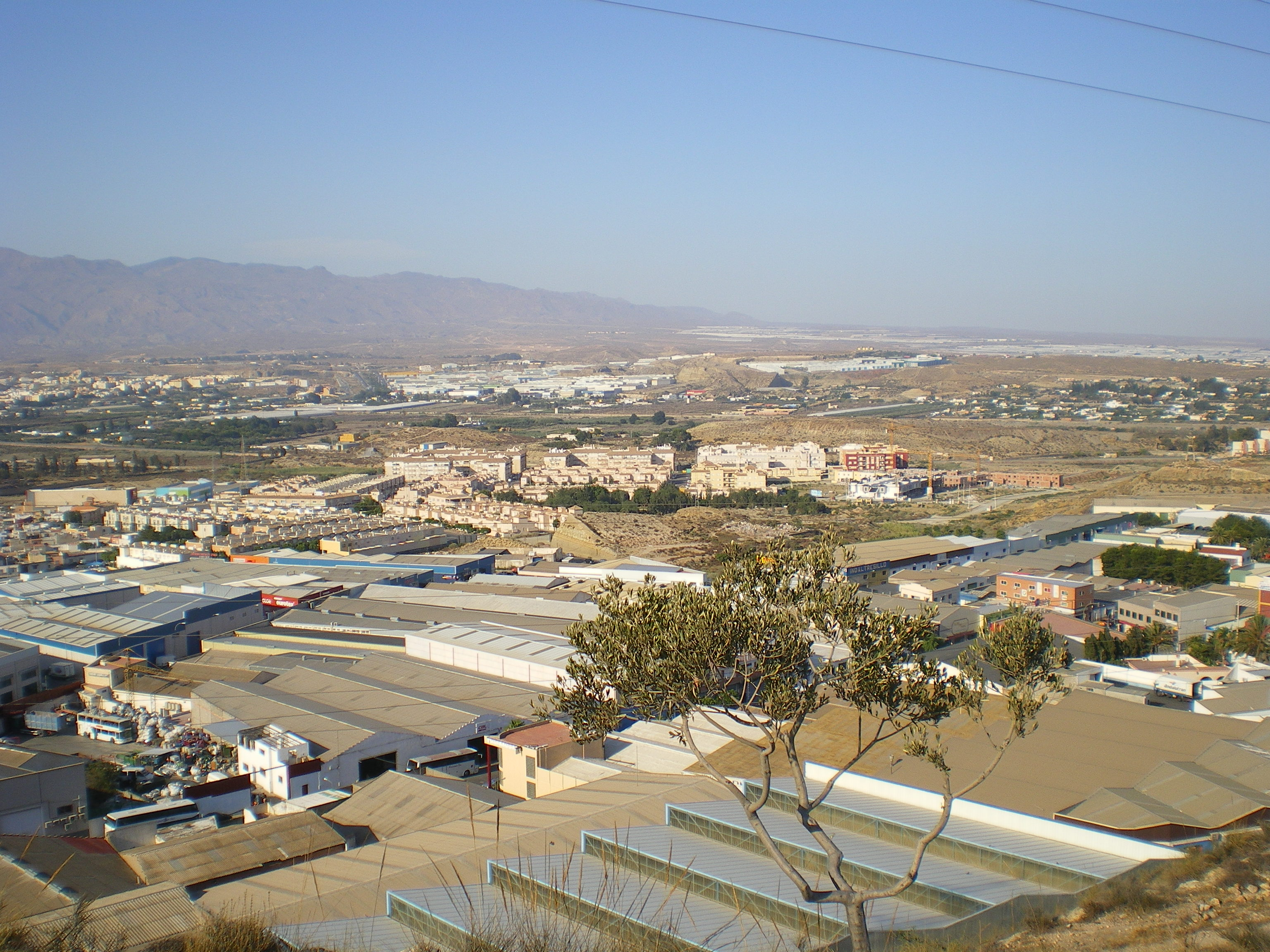
Вілья-Інес
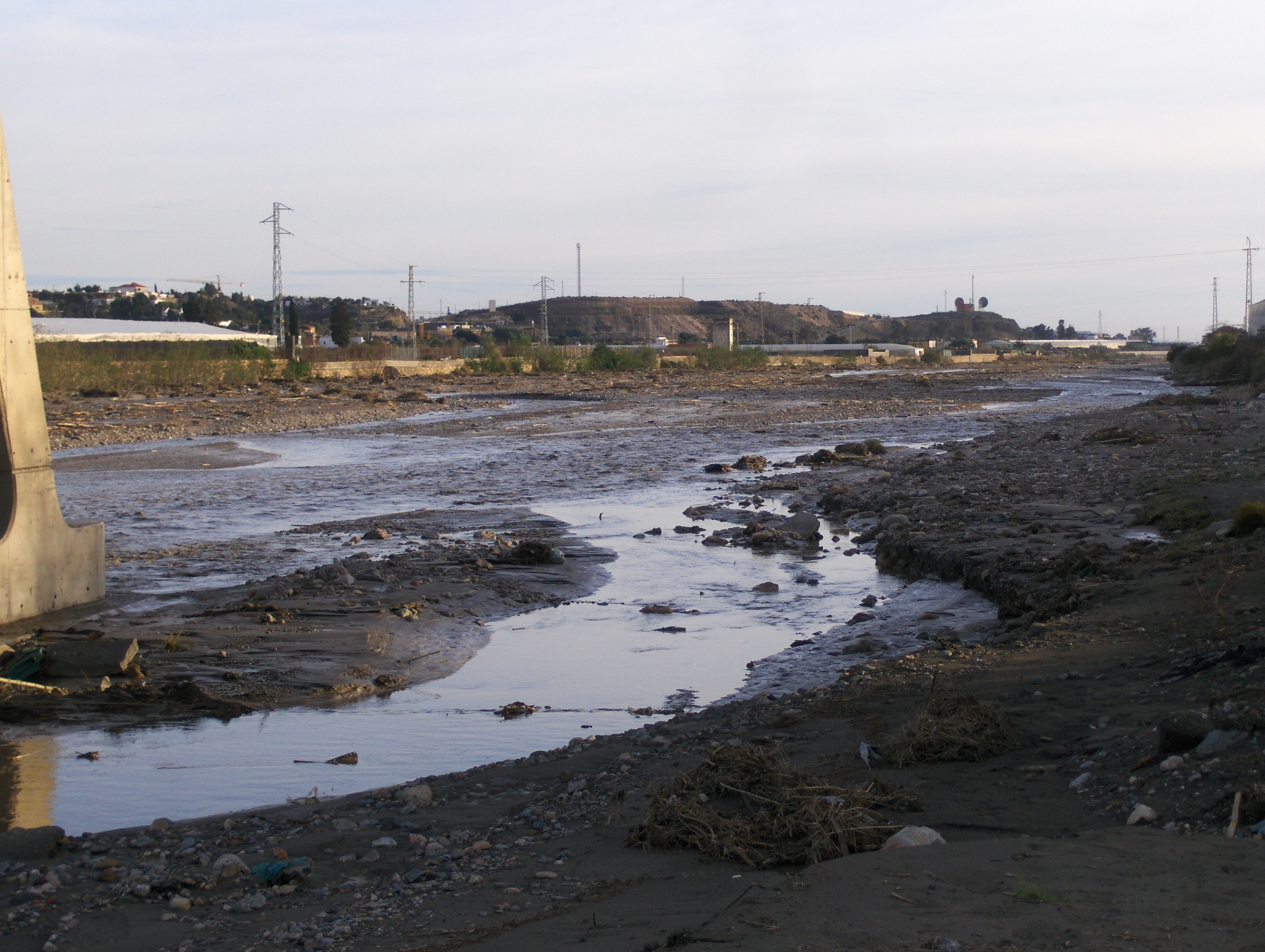
Річка Андаракс, Уеркаль-де-Альмерія